# John Pennington
John Alan Pennington (Galesburg (Illinois), 12 januari 1939) is een Amerikaans componist, muziekpedagoog, dirigent en slagwerker.

## Levensloop
Pennington studeerde aan de Universiteit van Michigan in Ann Arbor, aan de Universiteit van Arizona in Tucson en aan de Arizona State University in Tempe. Als slagwerker was hij lid van het South Dakota Symphony Orchestra en van het Music in the Mountains Music Festival Orchestra. Hij heeft ervaring opgedaan in Afrikaanse, Midden-Oosten, Indonesische, Cubaanse en Zuid-Indiase Karnataka traditie en de Hindoestani traditie van muziek. 
Als docent was hij van 1992 tot 2008 werkzaam aan het Fort Lewis College in Durango (Colorado). Hij is eveneens artistiek directeur van het Animas Music Festival in Durango (Colorado). Tegenwoordig is hij professor in muziek aan het Augustana College in Rock Island (Illinois). 
Als solo-slagwerker verzorgt hij optredens in meer dan 25 landen ter wereld en is een veelgevraagd solist voor de Percussive Arts Society International Conventions. 
Als componist schreef hij vele werken, waarin het slagwerk centraal staat. 

## Composities

### Werken voor harmonieorkest
- Apollo, voor harmonieorkest

### Werken voor koor
- Blessed Are, voor gemengd koor en marimba
- Blessed Be The Night, voor zangstem, kinderkoor, harp, gestemde gongs en slagwerk
- Venid a la Vena, voor zangstem, gemengd koor, slagwerk en ritme-sectie

### Vocale muziek
- Adulterous Woman, voor zangstem, bas en slagwerk
- Awakening, voor zangstem, vibrafoon, gitaar en marimba
- Celestial Fire, voor zangstem, marimba, Bodhrán en gitaar
- Circle Song, voor zangstem, gitaar, dwarsfluit en slagwerk-ensemble
- Creation, voor zangstem en slagwerk-ensemble
- Day Sky, voor zangstem, marimba en vibrafoon
- Ecclesiastes, voor zangstem en slagwerk
- In a Handful of God, voor zangstem, whistle, gitaar, marimba, vibrafoon en glockenspiel
- Meditations on Wisdom, voor zangstem en slagwerk
- Miriam, voor zangstem, gitaar en slagwerk
- Mirror No. 1, voor zangstem, tars en riqq
- Paralytic, voor zangstem, viool, piano en slagwerk
- Prayer Before Sleep, voor zangstem, viool, marimba en vibrafoon
- Pulse of God, voor zangstem, synthesizer en slagwerk
- Salome, voor zangstem, gestemde bloempotten en slagwerk
- Shine on Me, voor zangstem, marimba, vibrafoon, trompet en gitaar
- The Power of the Pawn, voor sopraan, tenor, piano en marimba
- Voice of God, voor zangstem, gitaar, gestemde gongs en slagwerk

### Kamermuziek
- Dance of the Seventh Sky, voor sopraansaxofoon en slagwerk
- Limmerick Suite, voor viool, dwarsfluit, cello, piano en slagwerk
- Sisters of Mercy, voor viool, gitaar (met staalsnaren) en slagwerk

### Werken voor slagwerk
- Animas Run, voor Irish Bodhrán
- Continuum, voor slagwerker-ensemble
- Glass Façade, voor marimba, tambura en glockenspiel
- Samdhya, voor berimbau, bodhrán en glockenspiel

### Filmmuziek
- Seeing the Forest for the Trees: The Art of Mary Ellen Long